# 지바역
지바역(일본어: 千葉駅, ちばえき)은 일본 지바현 지바시 주오구에 있는, 동일본 여객철도 (JR 동일본)와 지바 도시 모노레일의 철도역이다. 지바현의 현청 소재지인 지바시의 대표역으로, 도쿄 도심에서 온 열차들의 완급 분리 운전 구간이 끝나는 곳이자, 지바현 각지로 운행하는 노선들이 만나고 갈라지는 거점이기도 하다. 지바 시내를 달리는 지바 도시 모노레일도 접속한다.
특급 《시오사이》 (소부 본선) 호가 정차한다. 또, 주오 본선을 경유해 마쓰모토역까지 가는 특급 《아즈사》 호의 일부가 지바역에서 시종착한다. 나리타 공항 특급 열차인 《나리타 익스프레스》는 아침과 저녁 시간대의 일부 열차만 정차한다.

## 이용 가능한 노선
공식 노선 상으로는 JR 소부 본선, JR 소토보선과 지바 도시 모노레일 1호선, 지바 도시 모노레일 2호선이 만나며, JR 지바 역은 소부 본선에 소속되어 있으며 소토보선은 지바 역을 기종점으로 한다. 하지만 운행 계통 상으로는 여러 개가 지바 역을 지나간다.
JR 소부 본선은 지바 역에서 도쿄 방면으로 긴시초역까지 복복선 구간으로, 주오·소부 완행선과 소부 쾌속선이 나란히 달린다. 한편 반대 방향으로는 여러 운행 계통으로 갈라지는데, 아래와 같다.
- 소토보선: 지바 역에서 소가역을 거쳐 보소반도의 태평양 쪽을 끼고 달리면서 오아미시라사토정, 모바라시, 이스미시, 가쓰우라시, 가모가와시 등을 연결한다. 한편, 중간의 오아미역 (오아미시라사토 정)에서 도가네시를 거쳐 나루토역 (산무시) 방향으로 운행하는 도가네선 열차도 소토보선을 경유한다.
- 우치보선: 지바 역부터 소가 역까지는 소토보선과 선로를 공유하며, 그 후 보소반도의 도쿄 만 쪽을 끼고 달리면서 기사라즈시, 기미쓰시, 다테야마시, 미나미보소시 등을 연결한다.
- 소부 본선: 요쓰카이도시를 거쳐 사쿠라시의 사쿠라역에서 나리타선과 헤어진 후, 산무 시, 소사시, 아사히시 등을 거쳐 지바 현에서 가장 동쪽에 있는 조시시를 연결한다.
- 나리타선: 나리타시를 거쳐 나리타 국제공항이 있는 나리타 공항역을 연결한다. 한편 가토리 역 (가토리시)에서 가시마선으로 직결 운행하는 열차도 있다.

## 역 구조

### 동일본 여객철도
| 1・2  | 소부선（각역정차）                                     | 후나바시・긴시초・아키하바라・신주쿠・미타카 방면                                                          |
| 3・4  | ■ 우치보선                                             | 소가・고이・기사라즈・기미쓰・다테야마・지쿠라・아와카모가와 방면                                          |
| 3・4  | 요코스카・소부선（쾌속・특급） 특급 와카시오, 사자나미 | 후나바시・긴시초・도쿄・시나가와・요코하마・구리하마・신주쿠 방면                                          |
| 5・6  | ■ 소토보선 ■ 도가네선                                  | 소가・오아미・신모바라・가즈사이치노미야・오하라・가쓰우라・아와카모가와 소가・오아미・도가네・나루토 방면 |
| 5・6  | 요코스카・소부선（쾌속・특급） 특급 와카시오, 사자나미 | 후나바시・긴시초・도쿄・시나가와・요코하마・구리하마・신주쿠 방면                                          |
| 7・8  | ■소부 본선                                             | 사쿠라・야치마타・나루토・요카이치바・조시 방면                                                            |
| 7・8  | 요코스카・소부선（쾌속・특급） 특급 시오사이, 아즈사   | 후나바시・긴시초·도쿄・시나가와・요코하마・구리하마・신주쿠・하치오지･마쓰모토 방면                        |
| 9・10 | ■ 나리타선                                             | 사쿠라・나리타・나리타 공항・사와라・조시・가시마진구 방면                                                 |
| 9・10 | 요코스카・소부선（쾌속・특급） 특급 나리타 익스프레스  | 후나바시・긴시초・도쿄・시나가와・요코하마・구리하마・시부야・신주쿠                                       |

### 지바 도시 모노레일
| 1 ■ | 1호선 | 겐초마에 방면                         |
| 2 ■ | 2호선 | 지바코엔・스포츠센터・지시로다이 방면 |
| 3 ■ | 2호선 | 지바미나토 방면                       |
| 4 ■ | 2호선 | 지바미나토 방면                       |

## 인접역
| 동일본 여객철도 ■소부 본선, ■소부선(쾌속)           | 동일본 여객철도 ■소부 본선, ■소부선(쾌속) | 동일본 여객철도 ■소부 본선, ■소부선(쾌속) |
| --------------------------------------------------- | ----------------------------------------- | ----------------------------------------- |
| 쓰가 나리타 방면                                    | 소부 쾌속선 통근쾌속                      | 후나바시 즈시 방면                        |
| 쓰가 나루토, 나리타 공항, 가시마 신궁 방면          | 소부 쾌속선 쾌속                          | 이나게 구리하마 방면                      |
| 동일본 여객철도 ■우치보선・■소토보선, ■소부선(쾌속) |                                           |                                           |
| 혼치바 가즈사이치노미야, 기미쓰 방면                | 소부 쾌속선 쾌속                          | 이나게 구리하마 방면                      |
| 동일본 여객철도 ■주오・소부선（각역정차）           |                                           |                                           |
| 시·종착역                                           | 주오 · 소부선 각역정차                    | 니시치바 미타카 방면                      |
| 동일본 여객철도 ■소부 본선・■나리타선               |                                           |                                           |
| 시·종착역                                           | 보통                                      | 히가시치바 방면 마쓰기시, 조시 방면       |
| 동일본 여객철도 ■우치보선・■소토보선                |                                           |                                           |
| 시·종착역                                           | 보통                                      | 혼치바 아와카모가와 방면                  |
| 지바 도시 모노레일                                  |                                           |                                           |
| 시청앞 지바미나토 방면                              | ■1호선                                    | 사카에초 겐초마에 방면                    |
| 시·종착역                                           | ■2호선                                    | 지바코엔 지시로다이 방면                  |

## 참조
1. ↑  《정차장 변천 대사전: 국철-JR 편》, JTB, 1998년.